# 少女雜誌
《少女雜誌》是三位香港女歌手陳慧嫻、陳樂敏、黎芷珊的出道合輯，由法安利製作公司製作、寶麗金發行。共收錄的10首歌曲全為個人主唱作品，所有歌曲的曲、詞、編均由安格斯（麥偉珍）一手包辦。惟此碟推出後三人星途各有發展，只有陳慧嫻留在樂壇迅速發展，成為紅極一時的天后。

## 曲目
| 曲序 | 曲目         | 主唱   |
| ---- | ------------ | ------ |
| 1.   | 逝去的諾言   | 陳慧嫻 |
| 2.   | 海邊之戀     | 陳樂敏 |
| 3.   | 不要再問     | 黎芷珊 |
| 4.   | 只要我開心   | 陳慧嫻 |
| 5.   | 讓我快樂     | 陳慧嫻 |
| 6.   | 絕對痴心     | 黎芷珊 |
| 7.   | 夕陽、家鄉   | 陳樂敏 |
| 8.   | 悲哀的催眠曲 | 黎芷珊 |
| 9.   | 任你怎麼收   | 陳樂敏 |
| 10.  | 痴情夢醒     | 陳慧嫻 |

## 音樂錄影帶
- 逝去的諾言

## 最佳成績
- 隨著《逝去的諾言》得到1984年3月24日（第12週）港台中文歌曲龍虎榜冠軍，此曲成為陳慧嫻首支電台冠軍歌。

## 外部連結
- YESASIA （页面存档备份，存于）
- 博客：《少女杂志》幕后英雄记，原载于《香港商报》1984年5月8日刊[永久]